# Aristokles (Sohn des Nikomachos)
Aristokles (altgriechisch Άριστοκλῆς) war ein griechischer Bildhauer, der gegen Ende des 1. Jahrhunderts v. Chr. und zu Beginn des 1. Jahrhunderts tätig war.
Aristokles war Sohn eines Nikomachos und stammte von der Insel Rhodos. Er signierte eine Stele aus Marmor, die in den Zeitraum zwischen dem Ende des 1. Jahrhunderts v. Chr. und dem Beginn des 1. Jahrhunderts datiert wird und damit entweder in die Zeit der ausgehenden römischen Republik oder den Beginn der römischen Kaiserzeit fällt. Die Stele wurde in eine Fontäne eingearbeitet in Athen gefunden und befindet sich heute im Musée de Grenoble. Ihre Echtheit ist in der Forschung jedoch umstritten. 